# Laura Morante

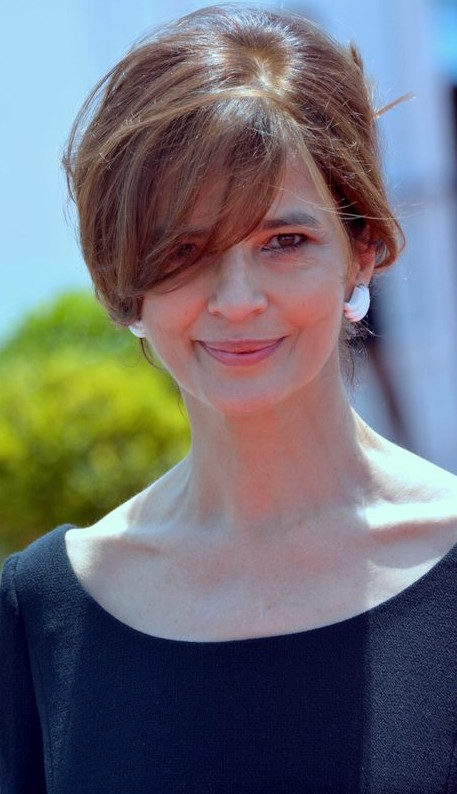
Laura Morante beim Filmfestival von Cannes 2017

Laura Morante (* 21. August 1956 in Santa Fiora, Grosseto) ist eine italienische Schauspielerin. Sie zählt zu den profiliertesten Darstellerinnen des italienischen und des französischen Films.

## Biografie

### Jugend
Die Tochter des Anwalts, Journalisten, Schriftstellers und Dramatikers Marcello Morante (1916–2005) wurde als sechstes von acht Kindern der ersten Ehe ihres Vaters mit Maria Bona Palazzeschi geboren. Zwei weitere Geschwister entstammen der zweiten Ehe des Vaters. Laura Morante machte schon während ihrer Jugend die Bekanntschaft berühmter Künstlerpersönlichkeiten wie ihrer Tante Elsa Morante und deren Ehemann Alberto Moravia sowie außerdem Pier Paolo Pasolini, in dessen Film Das 1. Evangelium – Matthäus (1964) Marcello Morante die Rolle des Josef verkörperte. Pasolini wollte Laura Morante auch als jugendliche Schönheit für seine Filme Decameron (1970) und Erotische Geschichten aus 1001 Nacht (1974) engagieren, doch ihre Eltern verweigerten der damals noch Minderjährigen die Zustimmung.

### Karriere
Stattdessen war sie früh in klassischen und modernen Rollen am Theater erfolgreich. Ihr Filmdebüt hatte Morante 1980 als jugendliche Drogenabhängige in Giuseppe Bertoluccis Oggetti smarriti. Unter der Regie von Giuseppes Bruder Bernardo Bertolucci spielte sie im Jahr darauf eine der Hauptrollen in Die Tragödie eines lächerlichen Mannes. Ebenfalls 1981 markierten Goldene Träume Laura Morantes erste Zusammenarbeit mit dem Filmemacher Nanni Moretti, der mit Bianca (1983) und Das Zimmer meines Sohnes (2001) weitere folgen sollten. 1986 spielte sie mit Georges Claisse in À flor do Mar („Auf dem Meer“) von João César Monteiro, und in Bernhard Sinkels Miniserie Väter und Söhne – Eine deutsche Tragödie im selben Jahr.
2001 und 2002 war sie für Das Zimmer meines Sohnes und für Michele Placidos Un viaggio chiamato amore jeweils für den Europäischen Filmpreis als Beste Darstellerin nominiert. Für ihre Rolle in Das Zimmer meines Sohnes erhielt sie 2001 den David-di-Donatello-Preis als „Beste Schauspielerin“. Das Filmdrama über eine Familie, die den Unfalltod eines Sohnes verarbeiten muss, erhielt 2001 bei den Filmfestspielen von Cannes die Goldene Palme als „Bester Film“. In Un viaggio chiamato amore verkörperte Laura Morante 2002 die italienische Schriftstellerin und Feministin Sibilla Aleramo (1876–1960).
Ebenfalls 2002 spielte sie in John Malkovichs Politparabel Der Obrist und die Tänzerin eine rätselhafte Ballettlehrerin. 2003 erhielt Morante eine David-Nominierung für die Tragikomödie Ricordati di me, die eine nicht funktionierende römische Familie thematisiert. 2004 wurde ihr der Nastro d’Argento, der Preis der italienischen Filmkritik, für die Hauptrolle in L’amore è eterno finché dura verliehen. In dem Film löst sie durch ihre Liaison mit einem verheirateten Mann einen Ehekrieg aus.

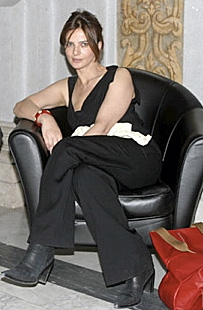
Morante im Jahr 2007

2004 lieh sie in der italienischen Synchronfassung des Animationsfilms Die Unglaublichen dem Elastigirl ihre Stimme und spielte in Nero – Die dunkle Seite der Macht, dem zweiten Teil der historischen Fernsehserie Imperium, Neros Mutter Agrippina. 2005 war sie in dem französischen Thriller Das Imperium der Wölfe in einer kleineren Nebenrolle zu sehen. 2006 trat sie als Partnerin von Cécile de France in dem Film Ein perfekter Platz auf und war im gleichen Jahr eines von sechs Herzen, die in dem gleichnamigen Film von Alain Resnais in Paris nach Liebe suchen.
2007 war sie in der opulent ausgestatteten Produktion Molière die verheiratete Liebhaberin des berühmten Dramatikers und spielte unter der Regie von Pupi Avati neben Treat Williams und Rita Tushingham die Hauptrolle in dem englischsprachigen, in den USA gedrehten Film The Hideout. Der „unplausible“ Psychothriller mit okkulten Elementen fand bei der Kritik jedoch keine Gnade. 2008 spielte sie in dem Historiendrama Die Frau des Anarchisten, das 2008 auf dem Filmfest München mit dem Friedenspreis des Deutschen Films – Die Brücke ausgezeichnet wurde. 2009 war sie in Michele Placidos Drama Il grande sogno zu sehen. Im selben Jahr stand sie, wieder unter der Regie von Pupi Avati, für den Film Il figlio più piccolo vor der Kamera, der im Februar 2010 in die italienischen Kinos kam.

### Familie
Laura Morantes Tochter aus ihrer Beziehung mit dem Drehbuchautor und Regisseur Daniele Costantini, Eugenia Costantini (* 1981), ist ebenfalls Schauspielerin. Ihrer Ehe mit dem Kollegen Georges Claisse entstammt die jüngere Tochter Agnese (* 1988), die bereits 1996 mit ihrer Mutter für Ferie d’agosto vor der Kamera stand. Seit 2004 ist Laura Morante mit dem Architekten Francesco Giammatteo verheiratet.

## Filmografie (Auswahl)
- 1980: Oggetti smarriti
- 1981: Le ali della colomba (TV)
- 1981: Goldene Träume (Sogni d’oro)
- 1981: Die Tragödie eines lächerlichen Mannes (La tragedia di un uomo ridicolo)
- 1981: George Sand (TV)
- 1981: Riccardo III (da Shakespeare) secondo Carmelo Bene
- 1981: Le ali della colomba (TV-Serie, 3 Folgen)
- 1982: Ins Herz getroffen (Colpire al cuore)
- 1983: Storia di Piera
- 1983: Il momento dell’avventura
- 1983: Der Freibeuter (Il corsaro) (TV)
- 1983: Bianca
- 1984: Notti e nebbie (TV)
- 1984: Der Mörder (TV)
- 1984: Zeit des Argwohns (L’Air du crime)
- 1985: Music Hall (TV)
- 1985: Goya (Miniserie)
- 1985: Die zwei Leben des Mattia Pascal (Le due vite di Mattia Pascal)
- 1986: L’Intruse
- 1986: Väter und Söhne – Eine deutsche Tragödie (Miniserie)
- 1986: Auf dem Meer (À Flor do Mar)
- 1987: Mann unter Feuer (Man on Fire)
- 1987: Das Geistertal (La Vallée fantôme)
- 1987: Pink Palace – Spiaggia del Paradiso
- 1987: Distant Lights – Unheimliche Begegnung mit dem Jenseits (Luci Lontane)
- 1987: Garibaldi il generale (Miniserie)
- 1988: Enrico Fermi – Sein Weg zum Ruhm (I ragazzi di via Panisperna)
- 1988: Der Himmel ist fern (Un amore di donna)
- 1989: Les Jurés de l’ombre (Miniserie)
- 1989: Onde Bate o Sol
- 1989: Le Gorille
- 1990: Corps perdus – Verlorene Körper (Corps perdus)
- 1990: Un jeu d’enfant
- 1990: Tracce di vita amorosa
- 1990: La femme fardée
- 1990: Turné
- 1991: Ao Fim da Noite
- 1992: Juste avant l’orage
- 1992: La camera da letto di Attilio Bertolucci
- 1993: Une vue imprenable
- 1993: L’ombra della sera
- 1994: La Corruptrice (TV)
- 1995: Die Affäre Dreyfus (L’Affaire Dreyfus) (TV)
- 1995: Faut pas rire du bonheur
- 1995: Io e il re
- 1996: Die stumme Herzogin (Marianna Ucrìa)
- 1996: Ferie d’agosto
- 1997: Santo Stefano
- 1997: Marianna Ucrìa
- 1998: Lo sguardo dell’altro
- 1998: Ein mörderisches Paar (Coppia omicida)
- 1998: Der Blick des Anderen (La mirada del otro)
- 1999: L’anniversario
- 1999: Wo ist mein Sohn? (Dov’è mio figlio?) (TV)
- 2000: Liberate i pesci!
- 2000: Prime luci dell’alba
- 2000: Film
- 2000: Giochi pericolosi (TV)
- 2001: Un viaggio chiamato amore
- 2001: Das Zimmer meines Sohnes (La stanza del figlio)
- 2001: Hotel
- 2001: Vajont – La diga del disonore
- 2002: Der Obrist und die Tänzerin (The Dancer Upstairs)
- 2003: Madre Teresa (TV)
- 2003: Renzo e Lucia (TV)
- 2003: L’amore è eterno finché dura
- 2003: Ricordati di me
- 2004: Notte senza fine - amore tradimento incesto
- 2004: Nero – Die dunkle Seite der Macht (Imperium: Nerone) (TV)
- 2005: Das Imperium der Wölfe (L’Empire des loups)
- 2005: Non aver paura
- 2006: Ein perfekter Platz (Fauteuils d’orchestre)
- 2006: L’estate del mio primo bacio
- 2006: Herzen (Cœurs)
- 2007: Liscio
- 2007: Molière
- 2007: The Hideout / Il nascondiglio
- 2008: Die Frau des Anarchisten
- 2009: Il grande sogno
- 2010: Il figlio più piccolo
- 2010: La bellezza del somaro
- 2010: Das ganze Leben liegt vor Dir (Tutta la vita davanti) Erzählstimme
- 2013: Ipu – A Farewell to Fools (A Farewell to Fools)
- 2013: Racconti d'amore
- 2013: Romeo und Julia (Romeo and Juliet)
- 2014: Ogni maledetto Natale
- 2014: Nessuno mi pettina bene come il vento
- 2015: Um Himmels Willen (Se Dio vuole)
- 2015: Con il sole negli occhi (TV)
- 2016: Assolo
- 2016: L'età d'oro
- 2018: Bob & Marys
- 2018: La profezia dell'armadillo
- 2018: Una storia senza nome
- 2020: Was uns hält (Lacci)
- 2022: Across the River and Into the Trees
- 2022: Mascarade
- 2022: Der Kolibri – Chronik einer Liebe (Il colibrì)
- 2023: Christian (TV-Serie, 6 Folgen)
- 2023: A casa tutti bene – La serie (TV-Serie, 7 Folgen)
- 2023: Alphonse (TV-Serie, 6 Folgen)
- 2023: Folle d'amore – Alda Merini (TV)
- 2024: Un altro Ferragosto
- 2024: Nonostante